# Elizabeth Gaskell
Elizabeth Cleghorn Gaskell (Cheyne Walk, 1810. szeptember 29. – Holybourne House, 1865. november 12.) akit gyakran Mrs Gaskellként emlegetnek, angol regényíró, életrajzíró és novellaíró volt. Regényei részletes portrét nyújtanak a viktoriánus társadalom számos rétegének életéről, beleértve a legszegényebbeket is. Első regénye, a Mary Barton 1848-ban jelent meg. Gaskell 1857-ben megjelent The Life of Charlotte Brontë című műve Charlotte Brontë első életrajza volt. Ebben az életrajzban csak az erkölcsös, kifinomult dolgokról írt Brontë életében; a többit kihagyta, úgy döntött, hogy bizonyos, pikánsabb aspektusokat jobb, ha rejtve tart. Gaskell legismertebb regényei közé tartozik a Cranford (1851-1853), a North and South (1854-1855), valamint a Wives and Daughters (1864-1866), amelyeket a BBC televíziós feldolgozásban is megjelentetett.

## Fiatalkora
Elizabeth Cleghorn Stevenson néven született 1810. szeptember 29-én a londoni Chelsea-ben, a Lindsey Row-ban, a mai Cheyne Walk 93-ban. 1810-ben Anthony Todd Thomson volt a szülőorvosa, akinek nővére, Catherine később Gaskell mostohaanyja lett. Nyolc gyermek közül ő volt a legfiatalabb; csak ő és testvére, John élte túl a gyermekkort. Apja, William Stevenson, egy Berwick-upon-Tweedből származó unitárius, a lancashire-i Failsworthben volt lelkész, de lelkiismereti okokból lemondott a megbízatásáról. 1806-ban Londonba költözött azzal a szándékkal, hogy James Maitland, Lauderdale nyolcadik grófjának magántitkárává nevezik ki, aki India főkormányzója lett. Ez a pozíció azonban nem jött létre, és Stevensont a kincstári nyilvántartás őrévé nevezték ki.
William Stevenson felesége, Elizabeth Holland, egy Lancashire-ben és Cheshire-ben letelepedett családból származott, amely kapcsolatban állt más kiemelkedő unitárius családokkal, köztük a Wedgwoodokkal, a Martineau-kkal, a Turnerekkel és a Darwinokkal. Amikor a nő 13 hónappal Gaskell születése után meghalt, férje a gyermeket Elizabeth nővéréhez, Hannah Lumbhoz küldte a cheshire-i Knutsfordba.
Apja 1814-ben újra férjhez ment Catherine Thomsonhoz. Egy fiuk, William 1815-ben, és egy lányuk, Catherine 1816-ban született. Bár Elizabeth több évig nem látta apját, akihez ragaszkodott, idősebb bátyja, John gyakran meglátogatta Knutsfordban. Johnt nagyapjához és nagybátyjához hasonlóan már korán a Királyi Haditengerészethez szánták, de nem kapta meg az elsőbbséget a szolgálatban, és a Kelet-indiai Társaság flottájához kellett csatlakoznia a kereskedelmi haditengerészethez. John 1827-ben tűnt el egy indiai expedíció során.

## Karakter és hatások
Elizabeth gyermekkorának nagy részét Cheshire-ben töltötte, ahol nagynénjénél, Hannah Lumbnál élt Knutsfordban, abban a városban, amelyet Cranfordként örökített meg. Egy nagy, vörös téglából épült házban, a The Heathben (ma Heathwaite) laktak. Elizabeth gyönyörű fiatal nő lett, ápolt, rendesen öltözött, kedves, szelíd és másokra figyelmes. Temperamentuma nyugodt és higgadt volt, vidám és ártatlan, a vidéki élet egyszerűségében gyönyörködött.
1821 és 1826 között a Byerley kisasszonyok által vezetett iskolába járt Warwickshire-ben, először Barfordban, majd 1824-től Avonbankban, Stratford-on-Avon mellett, ahol a hagyományos művészeti, klasszikus udvariassági és illemtani oktatásban részesült, amelyet akkoriban a viszonylag jómódú családok fiatal hölgyei kaptak. Nagynénjei klasszikusokat adtak neki olvasni, apja pedig bátorította őt tanulmányaiban és írói munkájában. Bátyja, John modern könyveket küldött neki, valamint leírásokat a tengeren töltött életéről és külföldi élményeiről.
Miután 16 évesen otthagyta az iskolát, Elizabeth Londonba utazott, hogy holland unokatestvéreit meglátogassa. Egy kis időt töltött Newcastle upon Tyne-ban is (William Turner tiszteletes családjánál), majd onnan Edinburgh-ba utazott. Mostohaanyja bátyja William John Thomson miniatűrművész volt, aki 1832-ben megfestette a portréját (lásd jobbra fent). David Dunbar ugyanekkor egy mellszobrot is készített róla.

## Házasélet és írói pálya

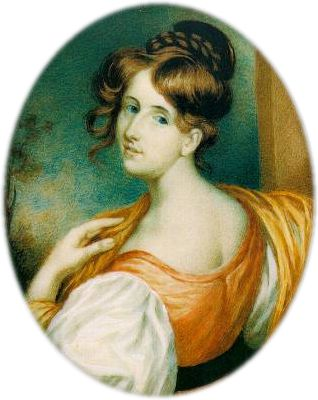
Elizabeth Gaskell – William John Thomson 1832-es miniatúrája

1832. augusztus 30-án Elizabeth Knutsfordban feleségül ment William Gaskell unitárius lelkészhez. Nászútjukat Észak-Walesben töltötték, nagybátyjánál, Samuel Hollandnál, a Porthmadog melletti Plas-yn-Penrhynban. Gaskellék ezután Manchesterben telepedtek le, ahol William a Cross Street Chapel unitárius kápolna lelkésze és a Portico Library leghosszabb ideig hivatalban lévő elnöke volt. Manchester ipari környezete és a könyvtárból kölcsönzött könyvek befolyásolták Elizabeth ipari témájú írásait. Első lányuk 1833-ban halva született. További gyermekeik: Marianne (1834), Margaret Emily, ismertebb nevén Meta (1837), Florence Elizabeth (1842) és Julia Bradford (1846). Marianne és Meta abban a magániskolában tanult, amelyet Rachel Martineau, Elizabeth közeli barátja, Harriet húga vezetett. Florence 1863-ban ment férjhez Charles Crompton ügyvédhez és liberális politikushoz.
1835 márciusában Gaskell naplót kezdett vezetni, amelyben lánya, Marianne fejlődését dokumentálja: a szülői szerepvállalást, az anyai szerepének értékeit, hitét, később pedig Marianne és nővére, Meta kapcsolatát vizsgálja. 1836-ban férjével közösen írt egy versciklust, a Sketches among the Poor címűt, amelyet 1837 januárjában a Blackwood's Magazine közölt. 1840-ben William Howitt kiadta a Visits to Remarkable Places (Látogatások nevezetes helyekre) című kötetet, amely Clopton Hall „A Lady” című írását tartalmazza, az első olyan művet, amelyet kizárólag ő írt és adott ki. 1840 áprilisában Howitt kiadta a The Rural Life of England (Anglia vidéki élete) című művét, amely tartalmazott egy második művet is, amelynek címe Notes on Cheshire Customs (Megjegyzések a cheshire-i szokásokról).
1841 júliusában Gaskellék Belgiumba és Németországba utaztak. A német irodalom nagy hatással volt novelláira, amelyek közül az elsőt 1847-ben Libbie Marsh's Three Eras címmel a Howitt's Journalban, „Cotton Mather Mills” álnéven publikálta. De más hatások, köztük Adam Smith Social Politics (Társadalompolitika) című műve is lehetővé tette annak a kulturális közegnek a sokkal szélesebb körű megértését, amelyben művei játszódtak. Második, álnéven nyomtatásban megjelent novellája a The Sexton's Hero volt. Utoljára 1848-ban használta ezt az álnevet, a Christmas Storms and Sunshine (Karácsonyi viharok és napsütés) című elbeszélésének kiadásával.
1843-tól kezdve mintegy 20 éven át Gaskellék a Morecambe-öbölben fekvő Silverdale-ben nyaraltak, és különösen a Lindeth Towerben szálltak meg. Lányai, Meta és Julia később Silverdale-ben építettek egy házat, a „The Shieling”-et.
Egyik fia, William (1844-45) csecsemőkorában meghalt, és ez a tragédia volt a katalizátora Gaskell első regényének, a Mary Bartonnak. Ez 1848 októberére készült el kiadásra, nem sokkal azelőtt, hogy délre költöztek volna. Hatalmas siker volt, több ezer példányban kelt el. Ritchie „nagy és figyelemre méltó szenzációnak” nevezte. Thomas Carlyle és Maria Edgeworth is elismerően nyilatkozott róla. A manchesteri manufaktúra nyüzsgő nyomornegyedeit elevenítette meg a zsúfolt, szűk sikátorokat még nem ismerő olvasók számára. Nyilvánvalóan mély érzésvilágáról árulkodott, míg szófordulatait és leírásait Jane Austen óta a legnagyszerűbbnek nevezték.
1850-ben Gaskellék a Plymouth Grove 84. szám alatti villába költöztek. Magával vitte a tehenét. A testmozgás kedvéért szívesen gyalogolt három mérföldet, hogy segítsen egy másik bajba jutott emberen. Elizabeth Manchesterben írta fennmaradt irodalmi műveit, míg férje jóléti bizottságokat tartott, és dolgozószobájában a szegényeket oktatta. Gaskellék társasági körébe írók, újságírók, vallási másként gondolkodók és szociális reformerek tartoztak, mint William és Mary Howitt és Harriet Martineau. Olyan költők, irodalmárok és írók, mint Lord Houghton, Charles Dickens és John Ruskin, valamint az amerikai írók, Harriet Beecher Stowe és Charles Eliot Norton is megfordultak Plymouth Grove-ban, a közelben lakó Charles Hallé karmester pedig zongorázni tanította egyik lányukat. Elizabeth barátnője, Charlotte Brontë háromszor is ott tartózkodott, és egy alkalommal a szalon függönye mögé bújt, mivel túlságosan félénk volt ahhoz, hogy találkozzon Gaskellék többi látogatójával.

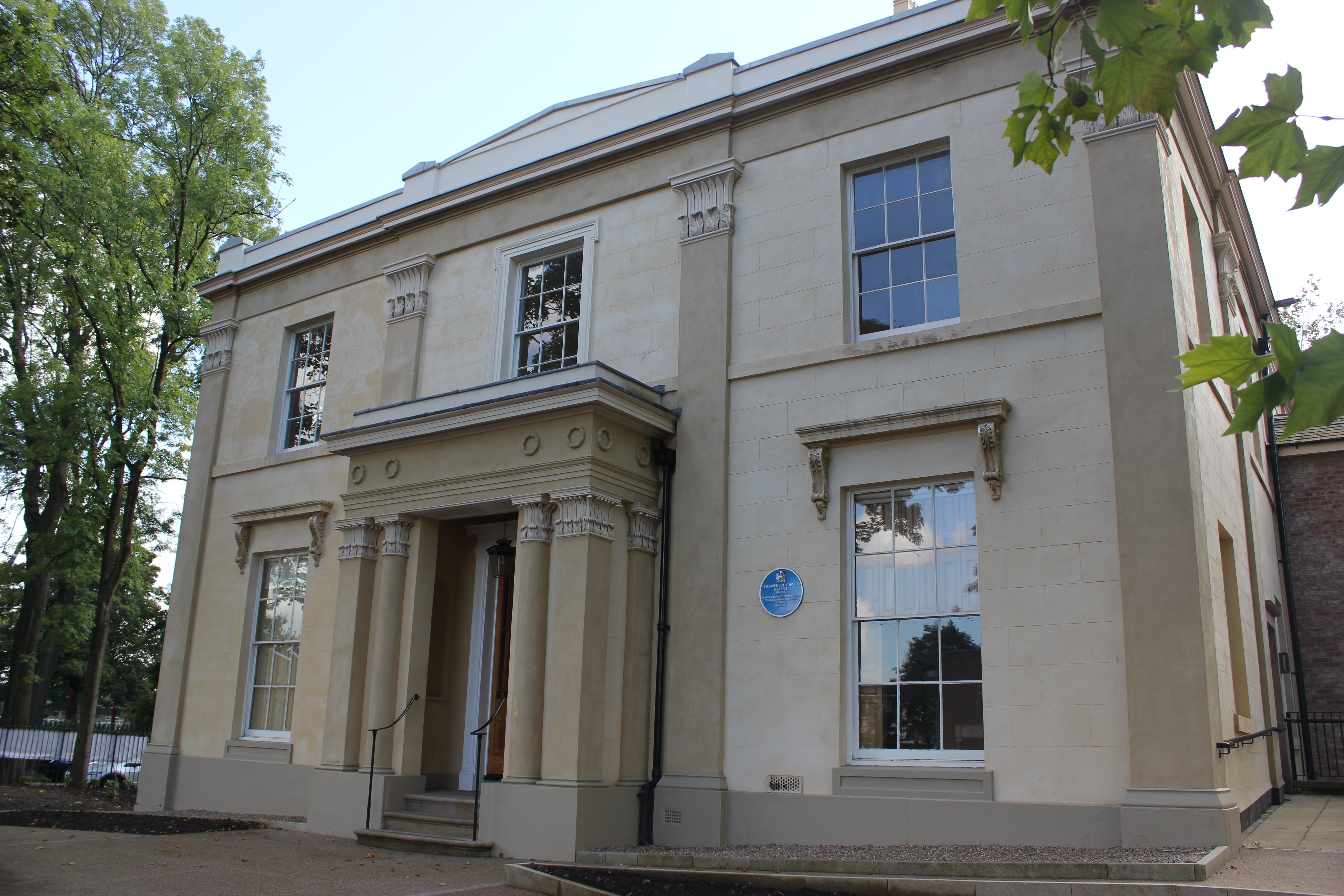
Gaskell House, Plymouth Grove, Manchester

1850 elején Gaskell írt Charles Dickensnek, hogy tanácsot kérjen egy Pasley nevű lány segítésére, akit a börtönben látogatott meg. Pasley szolgáltatta neki a Ruth címszereplőjének modelljét 1853-ban. A Lizzie Leigh 1850 márciusában és áprilisában jelent meg Dickens Household Words című folyóiratának első számaiban, amelyben számos műve, köztük a Cranford és North and South, a My Lady Ludlow című kisregénye és novellái is megjelentek.
1855 júniusában Patrick Brontë felkérte Gaskellt, hogy írjon életrajzot lányáról, Charlotte-ról, és 1857-ben megjelent a The Life of Charlotte Brontë. Ez jelentős szerepet játszott Gaskell saját irodalmi karrierjének alakulásában. Az életrajzban Gaskell inkább Brontë-ra mint nőre, mint a romantikus regények írójára összpontosít. 1859-ben Gaskell Whitbybe utazott, hogy anyagot gyűjtsön az 1863-ban megjelent Sylvia's Lovers (Sylvia szerelmei) című művéhez. Cousin Phyllis című novellája 1863 novemberétől 1864 februárjáig a The Cornhill Magazine-ban jelent meg folytatásokban. Utolsó regényének, a Wives and Daughtersnek a folytatásos kiadása 1864 augusztusában kezdődött a The Cornhillben. 1865-ben szívrohamban halt meg, miközben a Hampshire megyei Holybourne-ben vásárolt házát látogatta meg. A Wives and Daughters 1866 elején jelent meg könyv formájában, először az Egyesült Államokban, majd tíz nappal később Nagy-Britanniában.
Sírja a knutsfordi Brook utcai kápolna közelében van.

## Hírnév és újraértékelés
Gaskell hírnevét halálától az 1950-es évekig Lord David Cecil értékelése foglalta össze a Korai viktoriánus regényírókban (Early Victorian Novelists, 1934), miszerint „csupa nő”, és „elismerésre méltó erőfeszítéseket tesz természetes hiányosságainak leküzdésére, de mindhiába” (idézi Stoneman, 1987, Ceciltől, 235. o.). A The Leader című lapban megjelent, aláírás nélkül írt kritika azzal vádolta Gaskellt, hogy olyan hibákat követ el Lancashire-ről, amelyeket egy manchesteri lakos nem követne el, és azt mondta, hogy egy nő (vagy egy lelkész és egy nő) „nem értheti meg az ipari problémákat”, „túl keveset tud a gyapotiparról”, és nincs joga „a zűrzavart fokozni azzal, hogy ír róla”.
Gaskell regényei - a Cranford kivételével - a 19. század végén fokozatosan a feledés homályába merültek; 1950 előtt úgy utasították el, mint egy kisebb jelentőségű, jó ítélőképességű és „női” érzékenységű szerzőt. Archie Stanton Whitfield 1929-ben azt mondta, hogy munkái „olyanok, mint az ibolya, a lonc, a levendula, a mignonette és az édes rózsavirág”. Cecil (1934) szerint hiányzott belőle a társadalmi problémák megfelelő kezeléséhez szükséges „férfiasság” (Chapman, 1999, 39-40. o.).
A kritikai hullám azonban Gaskell javára kezdett fordulni, amikor az 1950-es és 1960-as években olyan szocialista kritikusok, mint Kathleen Tillotson, Arnold Kettle és Raymond Williams újraértékelték a társadalmi és ipari problémák leírását a regényeiben (lásd bővebben Moore, 1999), és – felismerve, hogy Gaskell látásmódja ellentétes a kor uralkodó nézeteivel – úgy látták, hogy ez előkészíti az utat a feminista mozgalmak számára. A 21. század elején, amikor Gaskell műve „bekapcsolódott a nemzetiség, valamint a nemi és osztályidentitások kortárs tárgyalásába”, az North and South – az egyik első ipari regény, amely a munkaadók és a munkások közötti konfliktust írja le – elismerten ábrázolja az összetett társadalmi konfliktusokat, és kielégítőbb megoldásokat kínál Margaret Hale: a szerző szóvivője és Gaskell legérettebb alkotása révén.
Jill L. Matus a The Cambridge Companion to Elizabeth Gaskell (2007) című, a jelenlegi Gaskell-tudományt képviselő esszégyűjtemény bevezetőjében hangsúlyozza, hogy az írónő egyre nagyobb szerepet tölt be a viktoriánus irodalomtudományban, és hogy innovatív, sokoldalú történetmesélése hogyan reagált az életében bekövetkezett gyors változásokra.

## Irodalmi stílus és témák

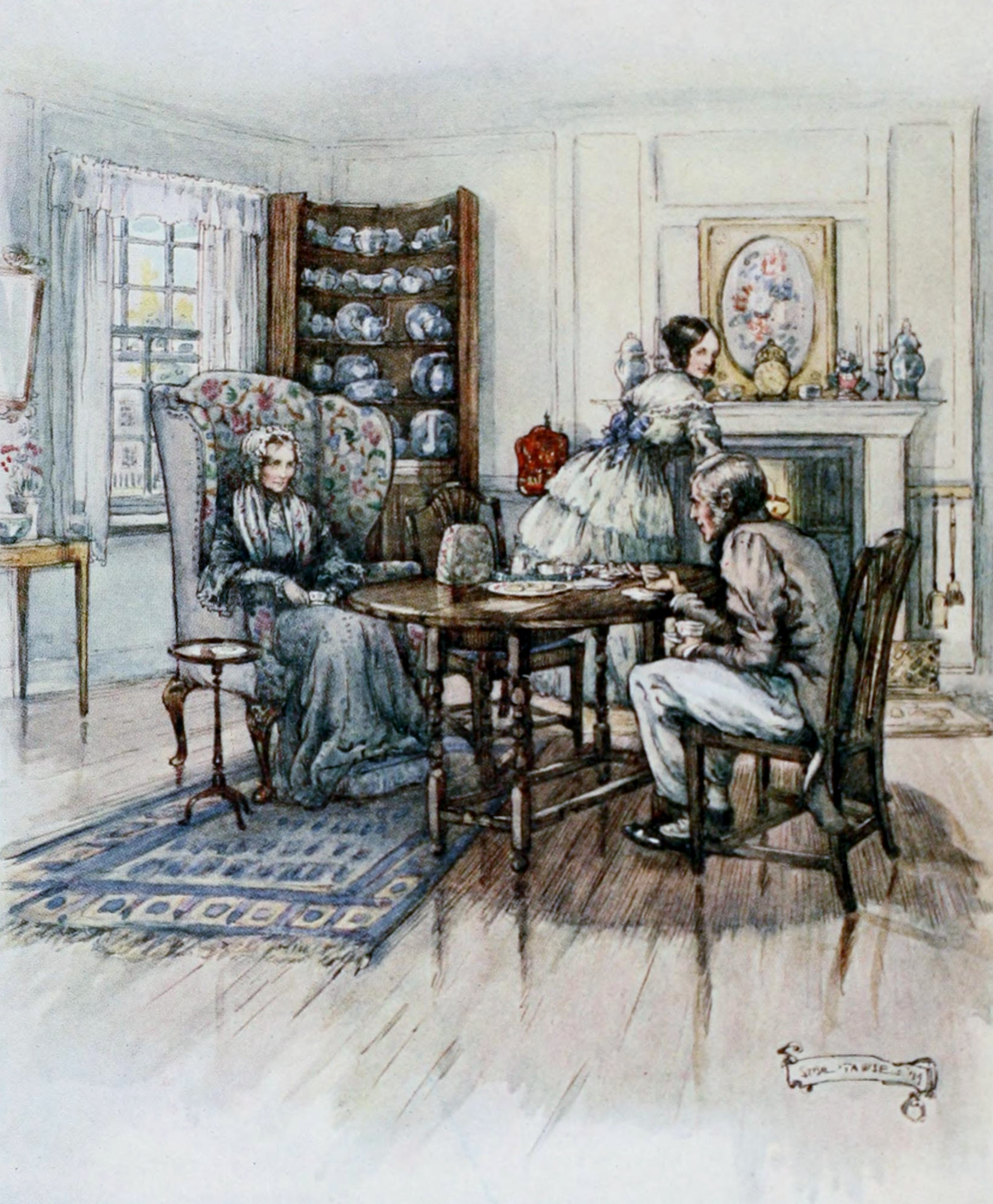
Egy jelenet a Cranfordból, Sybil Tawse illusztrációjával.

Gaskell első regénye, a Mary Barton névtelenül jelent meg 1848-ban. Fennmaradt regényei közül a legismertebbek a Cranford (1851-1853), a North and South (1854-1855), valamint a Wives and Daughters (1864-1866). Írásai, különösen kísértettörténetei révén vált népszerűvé, Charles Dickens segítségével, aki Household Words című folyóiratában publikálta műveit. Kísértettörténetei a „gótika” jegyében íródtak, ami teljesen megkülönbözteti őket „ipari” regényeitől.
Bár írásai megfelelnek a viktoriánus konvencióknak, beleértve a „Mrs. Gaskell” név használatát, történeteit általában a korabeli attitűdök kritikájaként fogalmazta meg. Korai műveire nagy hatással volt Thomas Carlyle társadalomelemzése, és a középföldön folyó gyári munkára összpontosított. Általában a nők szerepét hangsúlyozta, összetett elbeszélésekkel és realisztikus női karakterekkel. Gaskellre hatással voltak Jane Austen írásai, különösen a North and South, amely bőven merít a Büszkeség és balítélet (Pride and Prejudice) udvarlási cselekményéből. Már befutott regényíró volt, amikor Patrick Brontë felkérte, hogy írjon életrajzot a lányáról, bár fikciós íróként aggódott, hogy „nehéz dolog” lesz „pontosnak lenni és a tényekhez ragaszkodni”. Az osztályokkal való foglalkozása továbbra is érdekli a társadalomtörténészeket és a szépirodalmi olvasókat egyaránt.

### Témák
Az unitárius vallás megértést és toleranciát sürget minden vallással szemben, és bár Gaskell igyekezett saját hitét rejtve tartani, erősen érezte ezeket az értékeket, amelyek áthatják műveit; az Észak és Délben „Margaret, az egyházi asszony, apja, a hitetlen, Higgins, a hitetlen, együtt térdeltek le”. Ez nem ártott nekik”.

### Dialektushasználat
Gaskell stílusa arról nevezetes, hogy helyi tájszólást ad a középosztálybeli szereplők és az elbeszélő szájába. A North and South című regényben Margaret Hale azt javasolja, hogy vörösítsék fel („redding up”; tegyenek rendet) Bouchersék házát, és még azt is felajánlja tréfásan, hogy megtanítja az anyjának az olyan szavakat, mint a knobstick (sztrájktörő). 1854-ben Walter Savage Landornak írt levelében megvédte a dialektus használatát az egyébként kifejezhetetlen fogalmak kifejezésére:
... emlékezni fogtok arra, hogy a vidéki emberek az „unked” szót használják. Nem találok más szót, amely pontosan kifejezné a furcsa, szokatlan, sivár kényelmetlenség érzését, és néha „potter” („piszkálni”, „fürkészni”, „keresgélni”) és „mither” („zavart”, „zavarodott”) embereket használok vele.
A Mary Bartonban is használta a régi angol nyelvjárási szót, a „nesh”-t (aki nagyon érzi a hideget, vagy gyakran fázik, azt mondják, hogy „nesh”), amely az óangol nyelvre vezethető vissza:
Üljetek le ide: a fű mostanra már majdnem kiszáradt, és egyikőtök sem nesh.
a North and South-ban is:
És én nem szerettem, hogy úgy számoljanak velem, mintha nesh és puha lennék,
és később a „The Manchester Marriage” (1858) című művében:
Én magam sem vagyok híve annak, hogy másokért nesheljek. Elviselek egy jó ütést, és nem változik a színem; de ha a gyengélkedő műtőjébe tesznek, olyan beteg leszek, mint egy lány.
és:
Wilson asszony halálakor Norah visszatért hozzájuk, mint az újonnan született kis Edwin dajkája; erre a posztra nem került be anélkül, hogy a büszke és boldog apa ne tartott volna egy elég erős szónoklatot; aki kijelentette, hogy ha megtudja, hogy Norah valaha is megpróbálja hazugsággal kiszűrni a fiút, vagy akár testileg, akár lelkileg nesh'-é tenni, még aznap el kell mennie.

## Művei

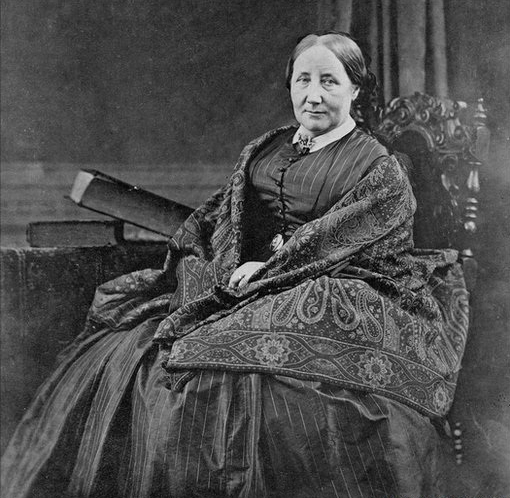
Elizabeth Gaskell (1860 körül)

Source:

### Regények
- Mary Barton(wd) (1848)
- Cranford(wd) (1851–1853)
- Ruth(wd) (1853)
- North and South(wd) (1854–1855)
- My Lady Ludlow(wd) (1858–1859)
- A Dark Night's Work(wd) (1863)
- Sylvia's Lovers(wd) (1863)
- Wives and Daughters: An Everyday Story(wd) (1864–1866)

### Kisregények és gyűjtemények
- The Moorland Cottage (1850)
- Mr. Harrison's Confessions (1851)
- Lizzie Leigh (1855)
- Round the Sofa (1859)
- Lois the Witch (1859; 1861)
- Cousin Phillis (1863–1864)
- The Grey Woman and Other Tales (1865)

### Novellák
- "Libbie Marsh's Three Eras" (1847)
- "The Sexton's Hero" (1847)
- "Christmas Storms and Sunshine" (1848)
- "Hand and Heart" (1849)
- "Martha Preston" (1850)
- "The Well of Pen-Morfa" (1850)
- "The Heart of John Middleton" (1850)
- "Disappearances" (1851)
- "Bessy's Troubles at Home" (1852)
- "The Old Nurse's Story" (1852)
- "Cumberland Sheep-Shearers" (1853)
- "Morton Hall" (1853)
- "Traits and Stories of the Huguenots" (1853)
- "My French Master" (1853)
- "The Squire's Story" (1853)
- "Company Manners" (1854)
- "Half a Life-time Ago" (1855)
- "The Poor Clare" (1856)
- "The Doom of the Griffiths" (1858)
- "An Incident at Niagara Falls" (1858)
- "The Sin of a Father" (1858), later republished as "Right at Last"
- "The Manchester Marriage" (1858)[59]
- "The Haunted House" (1859)[60]
- "The Ghost in the Garden Room" (1859), later "The Crooked Branch"
- "The Half Brothers" (1859)
- "Curious If True" (1860)
- "The Grey Woman" (1861)
- "Six weeks at Heppenheim" (1862)[61]
- "The Cage at Cranford" (1863)[61]
- "How the First Floor Went to Crowley Castle" (1863), republished as "Crowley Castle"[61]
- "A Parson's Holiday" (1865)

### Non-fiction
- "Notes on Cheshire Customs" (1840)
- An Accursed Race (1855)
- The Life of Charlotte Brontë(wd) (1857)
- "French Life" (1864)
- "A Column of Gossip from Paris" (1865)

### Költészet
- Sketches Among the Poor (with William Gaskell; 1837)
- Temperance Rhymes (1839)

### Magyarul megjelent
- Szívem szíved kereste (Mr. Harrison's Confessions) – Singer és Wolfner, Budapest, 1933 · Fordította: Tábori Pál
  - Egy orvos akit üldöznek a nők (Mr. Harrison's Confessions) – Nesztor, 1991 · ISBN 9630287668 · Fordította: Tábori Pál
- A kisváros (Cranford) – Magyar Helikon, Budapest, 1959 · Fordította: András T. László · Illusztrálta: Hugh Thomson(wd)
  - – Szépirodalmi, Budapest, 1978 · ISBN 9631511340 · Fordította: András T. László
- Phillis (Cousin Phillis) – Lazi, Szeged, 2006 · ISBN 9637138927 · Fordította: Molnár Miklós
- Édesek és mostohák (Wives and Daughters) – Lazi, Szeged, 2007 · ISBN 9789639690417 · Fordította: Leyrer Ginda
- Cranford / Egy orvos vallomásai – Artemisz, Sopron, 2008 · ISBN 9638786906 · Fordította: András T. László, Rakovszky Zsuzsa
- Vétkek és vezeklések (Ruth) – Lazi, Szeged, 2009 · ISBN 9789632670409 · Fordította: Acsai Roland
- Sylvia szerelmei (Sylvia's Lovers) – Lazi, Szeged, 2009 · ISBN 9789632670393 · Fordította: Gebula Judit
- Szerelem és gyötrelem (Mary Barton) – Lazi, Szeged, 2010 · ISBN 9789632671222 · Fordította: Acsai Roland
- Észak és Dél (North and South) – Athenaeum, Budapest, 2023 · ISBN 9789635433025 · Fordította: Rakovszky Zsuzsa

## Öröksége
A Plymouth Grove-i ház 1913-ig a Gaskell család tulajdonában maradt, majd üresen állt és romos állapotba került. A Manchesteri Egyetem 1969-ben vásárolta meg, 2004-ben pedig a Manchester Historic Buildings Trust vette meg, amely pénzt gyűjtött a helyreállítására. A külső felújítás 2011-ben fejeződött be; ma már történelmi házmúzeumként látogatható. 2010-ben a Westminster-apátságban található Poets' Cornerben emlékművet avattak Gaskellnek. A táblát a dédunokája, Sarah Prince szentelte fel, és koszorút helyezett el. Manchester Városi Tanácsa Gaskell nevében díjat alapított, amelyet a nők jótékonysági munkában való részvételének és életük javításának elismerésére adományoznak. Egy bibliomemoár Mrs. Gaskell and me: Two Women, Two Love Stories, Two centuries Apart című könyvét Nell Stevens 2018-ban adta ki.
Margaret Macnamara drámaíró színdarabot írt a regény alapján, amelyet 1949-ben mutattak be. Wives and Daughters (Feleségek és leányok) című regényét 1999-ben mutatta be a BBC televízió. 2004-ben a BBC televíziós minisorozatot vetített 1854-es Észak és Dél című regényéből. 2007-ben Judi Dench főszereplésével háromrészes Cranford című regényét sugározta a BBC televízió.
A Gaskell Memorial Hall, Silverdale községháza azért kapta ezt a nevet, mert amikor 1928-ban pénzt gyűjtöttek a csarnok építésére, egy adományozó 50 fontot ajánlott fel, vagy 100 fontot, ha így nevezik el: a beszélgetést Willie Riley író jegyezte fel önéletrajzában.

## Fordítás
- Ez a szócikk részben vagy egészben  az   Elizabeth Gaskell című angol Wikipédia-szócikk fordításán alapul.  Az eredeti cikk szerkesztőit annak laptörténete sorolja fel. Ez a jelzés csupán a megfogalmazás eredetét és a szerzői jogokat jelzi, nem szolgál a cikkben szereplő információk forrásmegjelöléseként.